# Оглоблин, Николай Алексеевич
Николай Алексеевич Оглоблин — военный деятель СССР и царской армии, полковник РККА, командир 1295 и 1293 стрелковых полков 160-й дивизии 33-й Армии. Погиб под Вязьмой в феврале 1942 года.

## Биография
Окончил Петербургский кадетский корпус, служил в Русской императорской армии. В 1918 году перешёл на сторону красных, командовал пулемётной командой, далее 7-й ротой 63го стрелкового полка имени Фрунзе. Представлялся к ордену Красного Знамени, но награды не получил.
Служил в Сибири и на Дальнем Востоке. Воевал в Маньчжурии в ходе конфликта на Китайской Восточной железной дороги в ноябре 1929 года. В этом же году был награждён револьвером «маузер», в 1938-м — карабином «Геко» и юбилейной медалью «XX лет РККА».
В 1940 году окончил курсы для комсостава «Выстрел». В декабре 1940 года  назначен командиром 386-го стрелкового полка в звании полковника (город Омск).  До войны проживал в Куйбышеве, на улице Папшева, дом 5. Призван Куйбышевским РВК. С началом Великой Отечественной войны командовал 16-м полком в составе 6-й стрелковой дивизии (город Орёл), с июля проходил службу в 6-й Московской стрелковой дивизии народного ополчения командиром 1293-го стрелкового полка.
При  обороне Москвы воевал под Ельней. 4-го сентября 1941-го 1293 полк Оглоблина первым пошёл в наступление севернее Ельни и достиг наибольших успехов во освобождении Ельни
2 октября 1941 года на Москву (операция «Тайфун»), 160-я дивизия попала в окружение в районе Вязьмы (Вяземский котел). В конце октября 1941 года вышел из окружения, вместе с комиссаром полка и 300-ми бойцами, прорываясь в направлении Серпухова. Со своими воссоединились в районе Можайска.
Участвовал с полком в боях под Наро-Фоминском и при освобождении Вереи. В январе 1942 года возглавил 1295 стрелковый полк. Им в январе-феврале 1942 года были взяты Спас-Косицы, Шанский Завод, Шевнево, Водопьяново, другие села и деревни.

## Гибель и захоронение
В звании полковника погиб при авианалёте  5 февраля 1942 года, в районе деревни Дашковка Смоленской области в боях под Вязьмой . Похоронен в селе Красное Угранского района. О дате и месте гибели имеется противоречивые сведения. Называются даты: 6 февраля, март, 14 февраля(день похорон), 14 апреля.  Место смерти и похорон также указывается по-разному: деревня  Кошелево (похоронен село Красное), похоронен в селе Знаменка (первичное место захоронения — деревня Большое Устье), деревня Желанья (первичное место захоронения — деревня Щелоки).
Посмертно представлен к ордену Красного Знамени, далее к ордену Отечественной войны I степени по ходатайству бывшего комдива Фёдора Михайловича Орлова . У него осталась жена и три дочери.